# Debatik Curri
Debatik Curri, född den 27 juli 1983 i Pristina i SFR Jugoslavien (nuvarande Kosovo), är en före detta fotbollsspelare. Curri spelade primärt för det centrala försvaret men användes också som vänsterback och defensiv mittbanespelare.

## Klubbkarriär
Debatik Curri spelade för sin barndomsklubb FC Prishtina de första åren från 2003 till 2005. Han spelade därefter för ukrainska FC Vorskla Poltava. Han spelade 148 ligamatcher för denna klubb under fem års tid.
Han gick över till turkiska Gençlerbirliği S.K. och spelade i tre säsonger för denna klubb mellan 2010 och 2013. Efter en kort tid i FC Hoverla Uzhhorod gick han över till FC Sevastopol.

## Internationell karriär
Curri gjorde debut för Albaniens landslag den 2 september 2006. Därutöver gjorde han debut för Kosovos landslag den 21 maj 2014.